# موسی خمیس
پهلوان موسی خمیس گرزدین‌وند ، معروف به پهلوان گرزدین‌وند پهلوان اول ایران و از پهلوانان صاحب بازوبند پهلوانی ایران در دوره فتحعلی شاه قاجار، نخستین پهلوان شناخته شده در عصر قاجاریان، ریاست ایل ملکشاهی و سردار سپاه ایران در نبرد با امپراتوری عثمانی بود.

## خاندان
پهلوان موسی خمیس گرزدین‌وند فرزند امیر خمیس، فرزند شه میر است. این خاندان در اصل از نسل امیر کُرد ملکشاه چمشگزک هستند.بنا به استناد به دانشنامه جهان اسلام و بر اساس نوشته اولیا چلبی در کتاب سیاحت‌نامه اولیا چلبی نسب به جمشید شاه اساطیری ایران می‌رسانند و به روایتی از نوادگان سلطان ملکشاه محسوب می‌شوند.شرف خان بدلیسی مؤلف شرفنامه و اسلام الغربی العباسی انساب‌شناس مصری این خاندان را از نوادگان عباس بن عبدالمطلب عموی محمد پیامبر اسلام که از بنی هاشم بود می‌دانند. نجم سلمان مهدی الفیلی و هاشم طباطبایی نژاد آنان را از نژاد ایلامیان کهن می‌دانند.
اینان قسم مهمی از ایل ملکشاهی می‌باشند و جدبزرگ آنان «شاه میر» است که بعد از وی شانزده نسل که آخرین آنان شیه‌میر (شه میر) از امرای دوره صفویه می‌باشد و دارای فرزندانی به اسامی: خمیس، کاظم بگ، حسین بگ، نقی (نظر بگ)، شکر بگ، خداداد، روسگه (رستم بگ)، ملگه (ملک محمد) و شاهوردی (شیه وردی) بود که طایفه‌هایی را به همین نام‌ها تشکیل داده‌اند و خمیس پدر پهلوان موسی ارشد برادران محسوب می‌شد.

### فرزندان خمیس
پهلوان موسی خمیس گرزدین‌وند: از خانواده‌های اسدی، داراخانی، قلعه دره، رشیدپور، کمری، رهگوئی، پرواس تشکیل شده‌اند. فرامرز اسدی ریاست ایل ملکشاهی و حاکم پشتکوه از این تیره می‌باشد. اینان در شهرستان ملکشاهی، شهرهای ارکواز، ایلام، سنندج، تهران و عدهٔ زیادی در کشور عراق و شبه جزیره اسکاندیناوی و کشور آلمان سکونت دارند.
 پهلوان مَلِگَه خمیس: از خانواده‌های باقرخان، محمدعلی خان و علی محمدخان شکل گرفته است و درشهرهای ارکواز، ایلام، تهران و عدهٔ زیادی در کشور عراق سکونت دارند. نامدار، شهباز، شیرخان، صحبت و عباس عزیزیان از این تیره می‌باشند. خانواده‌های رحیمی، عزیزیان، میرزایی و تاب از این تیره هستند.
شه میر خمیس: از خانواده‌های یارمحمد، غلامعلی و ططر شکل گرفته است. اسکندر ططر (اژدهایی) از جنگجویان قیام رنو و خانواده‌های ربانی و اژدهایی از این تیره هستند.

## خمیس شه میر رهبر قیام طوایف فیلی پشتکوه
در اواخر دوره افشاریه و زندیه، «خمیس»، رئیس ایل ملکشاهی و فرزند ارشد شه میر، به دلیل این که قدرت جسمی خارق‌العاده (معجزه آسا) داشته است، معروف برادران شد و والی اسماعیل خان – والی لرستان و ایلام کنونی – وی را به فرماندهی نظامی منصوب نمود و حسن خان والی نوه اش را به نزد وی فرستاد تا قیام عشیره مالیمان (مال هومان) را سرکوب نماید. علاوه بر این، خمیس مردی رقیق‌القلب و انسان‌دوست بود و بعد از سرکوب کردن قیام عشیره مالیمان (مال هومان)، اجازه نداد «خورگه» پسر رئیس عشیره مالیمان (مال هومان) را به قتل برسانند و وی را از مرگ نجات داد. در همین دوران ریاست ایل ملکشاهی چمزی به عهده خمیس بود.
در اواخر پادشاهی نادر شاه افشار، خمیس – رئیس ایل ملکشاهی – به دلیل سنگینی بار مالیاتی نادر شاه افشار، قیام نمود و شورش طوایف فیلی را رهبری کرد. در کتاب تاریخ جهانگشای نادری آمده است؛ جمعی از سرکردگان طایفهٔ فیلی [به رهبری بزرگ ایل ملکشاهی خمیس شه میر]، حدود بیست نفر از محصلان مالیاتی نادرشاه را به قتل رساندند و چون طوایف دیگر از چنین اقدام ملکشاهی‌ها مطلع شدند، آن‌ها نیز، محصلان مالیاتی خود را به قتل رساندند. مروی در عالم آرای نادری در این مورد می‌گوید: چون مقدمهٔ زجر و سیاست به سرحد افراط رسید، جمعی از سرکردگان طایفهٔ فیلی [ایل ملکشاهی و در رأس آن‌ها خمیس شه میر] متفق گشته، به قدر بیست نفر از محصلان دارای گیتی ستان نادرشاه را به قتل رسانیدند. چون طوایف دیگر آن حرکت را دیدند هرکس محصلان مالیاتی خود را به قتل آورده، به جماعت مذکور ملحق گشتند.

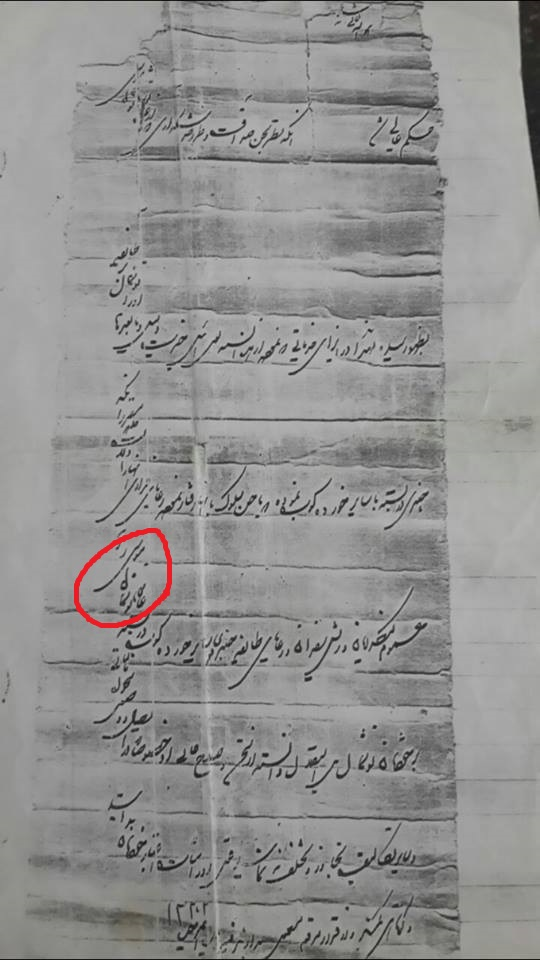
حکم عالی شاهانه از سوی شاهزاده محمدعلی میرزا دولتشاه و فتحعلی شاه قاجار مبنی بر ریاست ایل ملکشاهی پهلوان موسی خمیس گرزدین وند در متن سند آمده است حکم عالی آنکه نظر به حسن صداقت و حسن سلوک و خدمات ارزنده‌ای که از عالیجاه توشمال موسی به ظهور رسیده او را عالیجاه توشمال طوایف چمزی ایل ملکشاهی و سایر طوایف خورده کوب (هورده کو یا طوایف با جمعیت کمتر) نموده از این به بعد مقرر آنکه تمامی توشمالان و کدخدایان و ریش سفیدان و رعایای طوایف چمزی ایل ملکشاهی و همچنین سایر طوایف خورده کوب (هورده کو یا طوایف با جمعیت کمتر) عالیجاه توشمال موسی را بر تمامی توشمالان دیگر برتر دانسته از سخن و صلاح عالی او خصوصاً احکام و تکالیف مالیاتی تجاوز و تخلف ننمایند و احکام و تکالیف وی را بر خود لازم دانسته و ملزم به اجرای آن هستند و تجاوز و تخلف از احکام عالیجاه توشمال موسی همانند تجاوز از احکام شاهزاده و شاه قاجار است. تاریخ سند ۱۲۲۲ هجری قمری برابر با سال ۱۱۸۵ خورشیدی

## موسی خمیس پهلوان ایران زمین
خمیس از همسرش «شاهی» دو پسر به نام‌های: ملگه و موسی داشته است که در قدرت جسمی به پدر خود برده بودند. این دوپسر خمیس، یاغی بودند و سپاهیان فتحعلی شاه قاجار را که از راه‌ها گذار می‌کردند مورد غارت قرار می‌دادند و اموال ثروتمندان را به نفع ضعیفان می‌گرفتند و همین امر موجب محبوبیت آن‌ها در بین مردم شده بود.
خبر سرکشی موسی و ملگه پسران خمیس به گوش فتحعلی شاه قاجار می‌رسد و از شاهزاده محمد علی میرزا دولتشاه فرزند ارشد شاه و حاکم خوزستان، لرستان، کرمانشاه و غرب کشور می‌خواهد آنان را به نزد او بفرستد تا آنان را مجازات نماید؛ ولی زمانی که این دو پسر خمیس را می‌بیند که دارای جسمی قوی هستند، آن دو را مورد آزمایش قرار می‌دهد و از پسر بزرگ خمیس می‌خواهد تا با پهلوان دربارش [پهلوان عسگر یزدی] کشتی بگیرد و با او شرط می‌کند، اگر بتواند پشت این مرد را به خاک بمالد، آنان را عفو می‌کند و در غیراین صورت هردوی آنان را خواهد کشت.
ملگه و برادرش در سیاه چادری تحت نظر بودند و در انتظار فرارسیدن زمان کشتی گرفتن بوده‌اند و موسی نظری به برادر خود می‌اندازد که مقداری نگران است. از برادر خود می‌پرسد: چرا نگران و در فکر فرورفته است؟
برادر نیز در پاسخ بدو از نتیجه و عاقبت این کشتی بدو می‌گوید: نگرانم که با آن مردی که کشتی می‌گیرم مرا بر زمین زند و شاه هردوی ما را به قتل برساند. موسی با شنیدن چنین حرفی از برادر، به شاه پیشنهاد می‌کند تا به جای برادرش ملگه با مرد شاه کشتی بگیرد.
موسی دارای هیکلی بی‌نهایت تنومند بود و سینه‌هایی ستبر داشت به نحوی که در روز کشتی پهلوان دربار فتحعلی شاه قاجار با چنگ انداختن به سینه او یکی از سینه‌هایش را کند، او در این کشتی توانست پهلوان شاه را برزمین زند و فتحعلی شاه قاجار فرمان می‌دهد، هردو برادر را بدین شرط که دیگر دست درازی به اموال سپاهیانش نداشته باشند را از بند برهانند و پهلوان موسی خمیس گرزدین‌وند پهلوان اول دربار شد. فتحعلی شاه قاجار همچنین کمربندی جواهر نشان به او اعطا نمود که همواره این کمربند در تمامی نبردها بر کمر این پهلوان برجسته بسته می‌شد؛ و به همین دلیل نیز لقب امیر و توشمال به موسی و ملگه داده می‌شود و فتحعلی شاه قاجار آن‌ها را به ریاست ایلشان و سرداری سپاه ایران منصوب می‌نماید.
در رابطه با قدرت جسمی پهلوان موسی خمیس روایت بسیار است، اما آنچه مهم می‌نماید این پهلوان قدرتمند هیچ‌گاه در برابر هیچ حریفی شکست نخورد و در اوایل دوره قاجاریه همواره از تمام مسابقات با پیروزی خارج شده و پهلوان اول دربار ایران بوده است. علاوه بر این پهلوان موسی خمیس از لحاظ سجایای اخلاقی و دستگیری از مظلومان و معنویت بی نظیر بوده و همواره حامی ضعیفان و ستمدیدگان در برابر حکام زورگو زمانه بوده است.
آنانی که این رویداد را روایت می‌کنند، بر این باورند: اصل نام ملکشاه از نام موسی و ملگه برگرفته شده است که پادشاه این لقب را به آن‌ها داده است. تا چند سال پیش بازوبند پهلوانی ایران زمین که به پهلوان موسی خمیس داده شده بود موجود بود ولی متأسفانه به دلیل بی‌توجهی تکه‌تکه شده و فروخته شد. لازم است ذکر شود برتری ایل ملکشاهی در نبرد با سپاهیان متجاوزامپراتوری عثمانی و دریافت فتح نامه مربوط به این خاندان (طوایف گرزدین‌وند) می‌باشد. پهلوان موسی خمیس گرزدین‌وند سرداری این سپاه را بر عهده داشت.

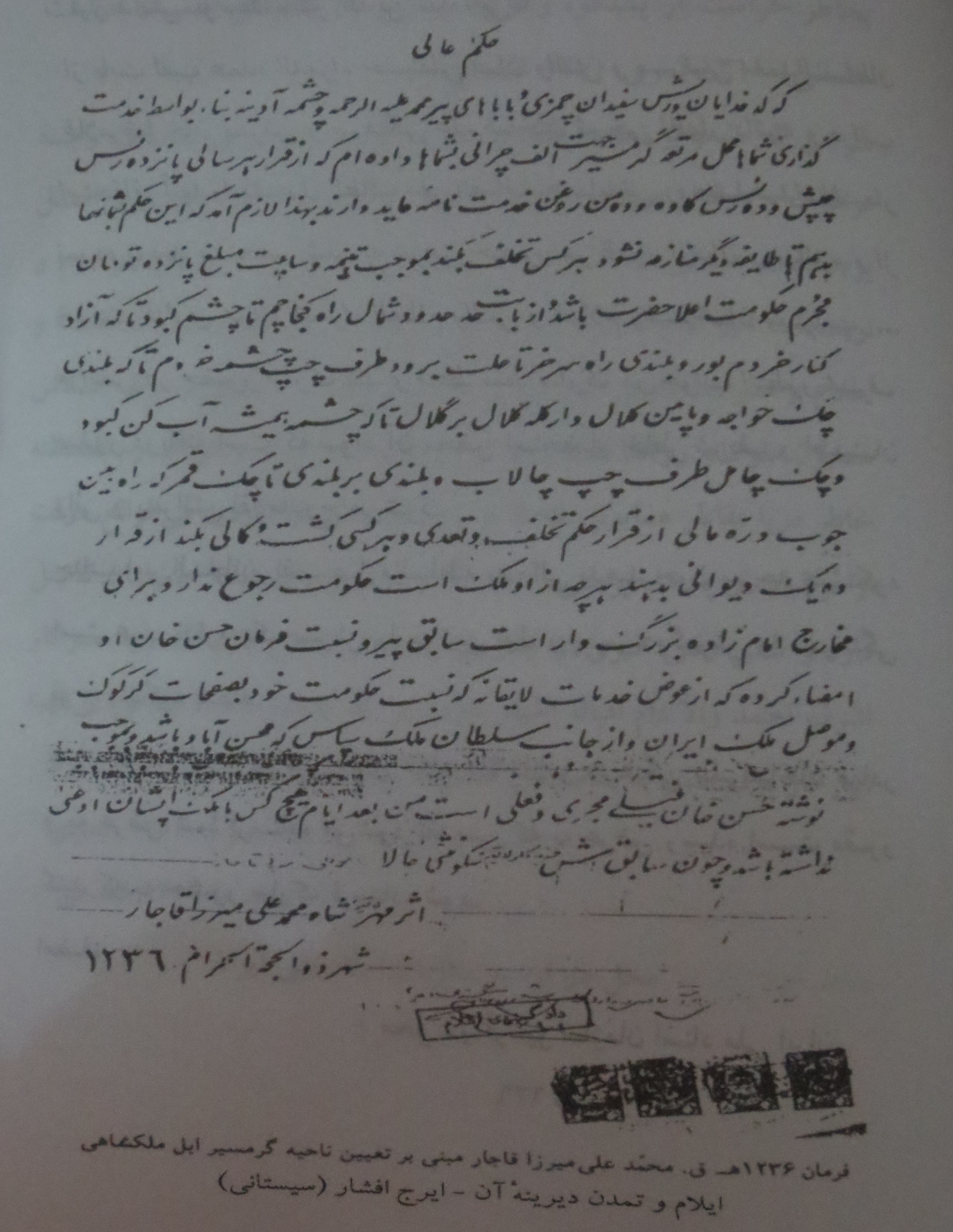
فتح نامه فتحعلی شاه قاجار از سوی شاهزاده محمد علی میرزا دولتشاه به پهلوان موسی خمیس جد بزرگ حاج فرامرز اسدی به پاس پیروزی بر سپاه امپراتوری عثمانی و تصرف شهرهای سلیمانیه، زور، موصل، کرکوک و سامرا و محاصره بغداد به تاریخ ذوالحجه ۱۲۳۶ هجری قمری مطابق با ۱۱۹۹ خورشیدی

## فتح‌نامه
این زمین‌ها به مساحت ۳۶۰۰۰ هکتار ملک آبا و اجدادی حاج فرامرز اسدی بوده است که طی فرمانی از طرف فتحعلی شاه قاجار و با دستخطی از سوی شاهزاده محمدعلی میرزا دولتشاه فرزند ارشد شاه (این فرمان در میان بزرگان ایل ملکشاهی به فتح نامه معروف است)، به تاریخ ماه ذوالحجه سال ۱۲۳۶ هجری قمری مطابق سال ۱۱۹۹ هجری شمسی به پاس رشادت ایل ملکشاهی در نبرد با متجاوزان عثمانی و تسخیر سلیمانیه، زور، موصل و کرکوک و سامرا و محاصره نمودن بغداد از شهرهای امپراتوری عثمانی به پهلوان موسی خمیس جد بزرگ حاج فرامرز اسدی و ایل ملکشاهی داده شده بود. گفتنی است بزرگان ایل ملکشاهی گوش راست تمامی اسیران سپاه عثمانی را بریدند و در کف دست راستشان نهادند و به پایتخت روانه ساختند. در این نبرد چهار هزار سپاهی از ایل ملکشاهی چمزی که شامل صد سوار مشهور از ایل ملکشاهی چمزی و صد مبارز گرز به دست از ایل ملکشاهی چمزی (که بعدها به پاس رشادتشان و استفاده از چماق و گرز در این نبرد و نبردهای قبلیشان با متجاوزان عثمانی به طوایف گرزدین‌وند مشهور شدند، که عبارتند از: طوایف خمیس، کاظم بگ، نقی، حسین بگ، رستم بگ، ملگه، شکربگ، خداداد و شیه وردی) و سه هزار و هشتصد پیاده‌نظام، به سرداری ""پهلوان موسی"" در رأس سپاه ایران قرار گرفتند. به پاس این افتخار، نقش برجسته‌هایی از این دلاور مردان در باغ نظر شیراز و موزه پارس به یادگار مانده است که کمربند اعطایی فتحعلی شاه قاجار بر کمر پهلوان موسی خمیس نمایان است. ریش سفیدان و بزرگان ایل ملکشاهی نقل می‌کنند که: پهلوانان گرزدین‌وند در این نبرد خنیه وه خوین (خضاب با خون) کرده‌اند. نقل است که در این نبرد بیش از سی زخم بر پیکر پهلوان موسی خمیس نشسته بود ولی این پهلوان رشید در میدان نبرد قدمی پا پس نگذاشت. حاج فرامرز اسدی پس از کودتای سال ۱۳۳۲هجری شمسی این زمین‌ها را طبق سند شماره ۵۶۶ و به تاریخ ۱۳ خردادماه ۱۳۳۵ در اداره ثبت اسناد استان کرمانشاهان به نام خود ثبت نموده بود. اما پس از انقلاب این زمین‌ها بدون هیچ دلیل قانونی توسط اداره منابع طبیعی استان ایلام مصادره گردید و به اشخاص دیگری تحویل داده شد.
شمیم در کتاب خود، در مورد نقش ایل ملکشاهی چمزی به ریاست و سرداری پهلوان موسی خمیس و حسن خان والی- والی ایلام و لرستان - که در رکاب محمد علی میرزا دولتشاه شاهزاده قاجار و فرزند فتحعلی شاه قاجار بوده‌اند و به دولت عثمانی حمله برده و بغداد را محاصره کرده‌اند، چنین نوشته است:
«سپاه دیگر ایران به فرماندهی دولتشاه، در حوالی شهر زور و کنار سیروان رود با کمک حسن خان فیلی و جنگجویان فیلی پشتکوه به خصوص ایل ملکشاهی چمزی (سند فتح نامه) سپاه محمد آقای کهیا و محمود پاشا را شکست دادند و فراریان ترک را تا کرکوک عقب راندند (اواخر ذو الحجه ۱۲۳۶و اوایل محرم ۱۲۳۷ هجری قمری). دولتشاه سلیمانیه را متصرف شد و از راه سامرا به طرف بغداد حمله برد. داودپاشا، حاکم بغداد، در محاصره افتاد و شیخ موسی پسر شیخ جعفر نجفی را برای شفاعت نزد دولتشاه فرستاد. اتفاقاً دولتشاه در همان اوقات بیمار شد و در محل طاق کسری وفات یافت. (۲۶ صفر ۱۲۳۷ هجری قمری)
هدایت در مورد رشادت سواران فیلی و به خصوص طوایف گرزدین‌وند ایل ملکشاهی چمزی در حمله به سپاه عثمانی در سال ۱۲۳۶ هجری قمری و دریافت فتح نامه چنین نوشته است: «سواران فیلی در هلاک و قتل مبارزان ینی چری، با قابض ارواح، سهیم و شریک گشتند.»
محمد تقی خان لسان الملک سپهر در کتاب ناسخ‌التواریخ در رابطه با حضور پهلوان موسی خمیس گرزدین‌وند در سپاه شاهزاده محمد علی میرزا قاجار چنین می‌نویسد: او - شاهزاده محمد علی میرزا دولتشاه- روز دیگر که خورشید سر بر زد، ساخته جنگ گشت و موسی و ده معلم انگریز -افسران انگلیسی مسئول زنبورک خانه و توپخانه- را با جماعتی از سرباز و سوار و توپخانه و زنبورک‌خانه از میان دره چنان‌که خصم ندیده و ندانست بفرستاد تا ناگاه از قفای دشمن درآیند و نبرد آزمایند و خود لشکر را جنبش داده میمنه و میسره راست کرد و بر فراز تلی صعود کرده جبین بر خاک نهاد و از کارسازِ بی‌نیاز طلب نصرت نمود و سخت بگریست. آنگاه به میان سپاه آمد. از دو سوی گیرودار دلیران بالا گرفت و دهان توپ و تفنگ صاعقه‌بار آمد و از خون مردان خاک میدان گونهٔ لعل و مرجان گرفت. رومیان (عثمانی‌ها) را مجال درنگ نماند، پشت با جنگ داده به یک بار روی برتافتند.
محمودپاشای بابان (حاکم شهر زور، سلیمانیه فعلی) و محمدآقا کهیا وزیر سلطان محمود دوم عثمانی عنان زنان به سوی کرکوک گریختند و لشکرگاه و توپخانه عثمانی‌ها به راحتی به چنگ قوای شاهزاده افتاد. محمدعلی میرزا به سلیمانیه رفت و عبدالله‌پاشا، عموی علی‌پاشا (والی وقت دیاربکر) را که پیشتر به ایران گریخته و به او پناهنده شده بود، به حکومت شهر زور منصوب کرد. ماه محرم رسید و شاهزاده موقتاً دست از جنگ کشید و محرم را در سلیمانیه ماند. با پایان محرم و رسیدن صفر ۱۲۳۷ه‍.ق خیمه بیرون زد و به قصد گشودن بغداد لشکر آراست. اما قضا در کمین او بود.
در این نبرد تعداد سپاهیان عثمانی به مراتب بیشتر از سپاه ایران بود. حسن خان والی و متحدانش با چهار هزار سوار و پیاده از ایلات فیلی ایلام به جنگ با سپاه عثمانی رفتند. صد سوار مشهور و صد سرباز گرز به دست از طوایف گرزدین‌وند ایل ملکشاهی چمزی (چمشگزک)، به سرداری پهلوان موسی خمیس گرز دین‌وند، رئیس ایل ملکشاهی، پیش‌مرگ سپاه ایران قرار گرفتند. سربازان عثمانی تاب مقاومت نداشته و فرار کردند و خائنان به دست سپاه ایران مورد تعقیب قرار گرفتند و عده زیادی از آن‌ها کشته و اسیر شدند. گفتنی است این طوایف به پاس شرکت در نبرد با امپراتوری عثمانی و دریافت فتح نامه از این پس به طوایف گرزدین‌وند مشهور شدند.
اسناد رسمی که در سال ۱۸۲۱ میلادی مطابق سال ۱۲۳۶ هجری قمری وجود دارد و مهر محمدعلی میرزا شاهزاده قاجار بر روی این اسناد وجود دارد، صحت مالکیت اراضی را تأیید می‌کند. در این اسناد آمده است: پادشاه قاجار به امیران مناطق چمزی و چشمه آدینه اجازه داده است تا در قسمت بالای مناطق تحت سیطره ایل ملکشاهی، مراتع گسترده‌ای را برای کوچ‌های تابستانی برای احشام خود بکار آورند. همچنین از مزار امامزاده پیرمحمد نیز که یکی فرزندان امام موسی بن جعفر است مواظبت و مراقبت نماید. البته این چنین فرمانی و لطفی از جانب شاه قاجار، به سبب نقش مهمی که این مردمان در آزاد نمودن کرکوک و موصل داشته‌اند، بدان‌ها واگذار گردیده است و دربرابر این لطف شاهانه، مردمان این منطقه می‌بایست سالانه تعداد پانزده رأس گاومیش و ده رأس گاو و ده من روغن حیوانی را به دولت پرداخت نمایند.

### وجه تسمیهارتفاعات چک موسیدراستان ایلام
ارتفاعاتی در جنوب غربی شهرستان ملکشاهی در مرز کشور ایران و کشور عراق، در شهرستان مهران واقع است که صحنه مبارزات سواران ایل ملکشاهی با سپاهیان متجاوز عثمانی بوده است که هنوز به پاس رشادت ایل ملکشاهی چمزی به رهبری پهلوان موسی خمیس گرزدین‌وند در نبرد با بیگانگان ترکان عثمانی و خاطره پیروزی ایل ملکشاهی بر سپاهیان امپراتوری عثمانی به نام ریاست ایل ملکشاهی و سردار نامدار ایرانی پهلوان موسی خمیس گرزدین‌وند، به نام ارتفاعات چک موسی مشهور است و در نقشه‌های جغرافیایی نیز به کار برده می‌شود.
در فتح نامه پهلوان موسی خمیس گرزدین‌وند و ایل ملکشاهی نیز شاهد ارتفاعات چک خواجه، چک چامل و چک قمر نیز در متن سند هستیم؛ ولی نامی از ارتفاعات چک موسی برده نشده است و نامگذاری این ارتفاعات پس از پیروزی ایل ملکشاهی بر سپاهیان امپراتوری عثمانی به سال ۱۲۳۶ هجری قمری برابر با سال ۱۱۹۹ هجری شمسی صورت گرفته است.

### اشعار کردی حماسی در ارتباط با فتح نامه
| مه‌ڵکشای ئه‌و هنزا تو بیاراو خاتر |  | گۊه و لۊت بڕین بار سه‌د قاتر |

معنای شعر: ملکشاهی را آن هنگام به یادآور، که گوش و بینی به اندازه بار صد قاطر بریدند.

## نگارخانه
- سنگ نگاره شاهزاده محمدعلی دولتشاه قاجار
- خمیس شه میر ریاست ایل ملکشاهی و سردار ایرانی عکس بازسازی شده از روی تصویر قدیمی تر متعلق به اواخر دوره افشاریه و دوره زندیه
- عمر آغا یکی از افسران محمود پاشا بابان که به همراه محمودپاشا بابان (حاکم شهر زور، سلیمانیه فعلی) و محمدآقا کهیا وزیر سلطان محمود دوم عثمانی پس از شکست از سپاه ایران عنان زنان به سوی کرکوک گریختند
- آخرین سند به جا مانده از فتح نامه پهلوان موسی خان خمیس به تاریخ ربیع‌الثانی ۱۲۴۰ هجری قمری مطابق با ۱۲۰۳ خورشیدی
- سند رسمی فتح نامه پهلوان موسی خمیس گرزدین وند ثبت شده به نام فرامرز اسدی در اداره ثبت اسناد استان کرمانشاهان به سال ۱۳۳۵
- سند رسمی توشمال خمیس ریاست ایل ملکشاهی فرزند توشمال شه میر (جد بزرگ طوایف گرزدین وند ملکشاهی) قدیمی‌ترین سند شناخته شده در استان ایلام. تاریخ سند دوره پادشاهی نادر شاه افشار حدود سالهای ۱۱۴۸–۱۱۶۰ هجری قمری برابر با ۱۱۱۴–۱۱۲۵ هجری شمسی. در این سند از شه میر با لقب عالیجاه نام برده شده است که لقب عالیجاه در دوره صفویه بالاترین منصب محسوب می‌شده است و فقط برای امرای مرزی (والیان، خوانین، سلاطین و بیگلربیگی‌ها) مورد استفاده قرار می‌گرفته است. این سند نشان می‌دهد که شه میر از امرا و سلاطین دوره صفویه بوده است.

## یادداشت
1. ↑  عالیجاه بالاترین مقام رسمی کشوری از دوره صفویه به بعد بوده است.
2. ↑  محمودپاشا از سوی دولت عثمانی به جای عبدالرحمن پاشا برادر ابراهیم پاشا بانی قلعه سلیمانیه و حاکم دست نشانده ایران منصوب شده بود.